# Кохання й аеробіка
Кохання й аеробіка — драма 1984 року.

## Сюжет
Три подружки вирішили змінити фах друкарок на власну справу, започаткували клуб аеробіки. Головну героїню обирають ведучою на місцеве телебачення. З'являються конкуренти..